# Melitaea agar
Melitaea agar är en fjärilsart som beskrevs av Charles Oberthür 1886. Melitaea agar ingår i släktet Melitaea och familjen praktfjärilar. Inga underarter finns listade i Catalogue of Life.